# Хосе де Рибера
Хосе де Рибера (шп. José de Ribera, итал. Jusepe Ribera; Хатива, Шпанија; 12. јануар 1591.  – Напуљ, 2. септембар 1652) био је шпански барокни сликар, цртач, и графичар, који је развио цијелу своју каријеру у Италији, прво у Rиму, а касније у Напуљу. Такође је био познат по свом италијанизованом имену Ђузепе Рибера и надимку Ло Спањолето (Шпанчић), због ниског раста и шпанског поријекла.
Стварао је у стилу натурализма који је еволуирао од Каравађевог тенебризма према једној естетици свијетлијег колорита, под утицајем Ван Дајка и других мајстора епохе. 

## Младост
Рибера је рођен у Хатива, близу Валенсије, Шпанија, као други син Симона Рибере и његове прве жене Маргарите Куко. Крштен је 17. фебруара 1591. године. Његов отац је био обућар или постолар, можда у великим размерама. Родитељи су га наменили за књижевну или научну каријеру, али он је занемарио ове студије и каже се да је шегртовао код шпанског сликара Франсиска Рибалте у Валенсији, иако не постоје докази о тој повезаности. У жељи да студира уметност у Италији, стигао је до Рима преко Парме, где је 1611. године насликао Светог Мартина и просјака, сада изгубљен раде, за цркву Сан Просперо. Према једном извору, кардинал га је приметио како црта са фресака на фасади римске палате и пружио му је смештај. Римски уметници су му дали надимак „Ло Спагнолето“.
Његови рани биографи га генерално сврставају међу Каравађове следбенике. Из његових раних година је сачувано врло мало документације, а научници нису сигурни о тачном времену и путу којим је дошао у Италију. Рибера је почео да живи у Риму најкасније 1612. године, а документовано је да је приступио Академији Светог Луке до 1613. године. Он је живео неко време у Вија Маргута, и готово сигурно се дружио са другим Караваџистима који су хрлили у Рим у то време, као што су Герит ван Хонтхорст и Хендрик тер Бриген, међу осталим сликарима из Утрехта који су били активни у Риму до 1615. Године 1616, Рибера се преселио у Напуљ, како би избегао своје повериоце (према Ђулију Манчинију, који га је описао као особу која живи изнад својих могућности упркос високим приходима). У новембру 1616. године, Рибера се оженио Катарином Ацолино, ћерком напуљског сликара рођеног на Сицилији, Ђованија Бернардина Ацолина, чије су везе у напуљском уметничком свету помогле да се Рибера рано успостави као велика личност чије је присуство је имало трајан утицај на уметност града.

## Напуљски период
Краљевина Напуљ је била део Шпанског царства за време Рибериног живота, и њом су владали шпански вицекраљеви. Рибера се трајно преселио у Напуљ средином 1616. године. Његова шпанска националност повезивала га је са малом шпанском владајућом класом у граду, као и са важним колекционарима и трговцима уметнинама из шпанске Фландрије. У овом тренутку Рибера је почео да потписује свој рад као „Jusepe de Ribera, español” ("Хусепе де Рибера, Шпанац"). Успео је да брзо привуче пажњу вицекраља Педра Телез-Хирона, трећег војводе од Осуне, још једног недавног придошлице, који му је дао низ великих налога, што је показало утицај Гвида Ренија.
Неколико слика је сачувано из периода 1620. до 1626. године, али је то био период у којем је настала већина његових најбољих графика. Ово су бар делимично били покушаји да се привуче пажња изван Рибериних напуљских кругова. Његова каријера је почела током касних 1620-их, а након тога је прихваћен као водећи сликар у Напуљу. Он је добио орден Христа Португалије од папе Урбана VIII 1626. године.
Иако се Рибера никада није вратио у Шпанију, многе његове слике су вратили чланови шпанске владајуће класе, као што је војвода од Осуне, а дилери су донели његове бакрописе у Шпанију. Његов утицај се може видети у делима Веласкеза, Муриља и већине других шпанских сликара тог периода.
Оn je oкарактерисан је као особа која је себично штитила свој просперитет, и имала репутацију шефа такозване Напуљске кабале, а подржаваоци су му били грчки сликар Белисарио Коренцио и наполитанац Ђамбатиста Карачоло.
Сматра се да је ова група имала за циљ да монополизује напуљске уметничке комисије, користећи интриге, саботажу рада у току, те чак и личне претње насиљем ради застраживања спољних конкурената као што су Анибале Карачи, Кавалир д'Арпино, Рени и Доменичино. Сви они су били позвани да раде у Напуљу, али су то место сматрали негостољубивим. Кабала се распала у време Доменичинове смрти 1641.
Риберини ученици су били Хендрик де Сомер, Франческо Фраканцано, Лука Ђордано и Бартоломео Пасанте. Пратио га је Ђузепе Маруло и утицао је на сликаре Агостина Белтрана, Паола Доменика Финолија, Ђованија Рику и Пјетра Новелија.

## Рад
На његов рани стил утицала је студија шпанских и венецијанских мајстора, као и Каравађа и Коређа. Његова тема је била ноторно језива, приказујући људску окрутност и насиље са запањујућим натурализмом. Почетком 1630-их његов стил се померио са оштрог тенебризма на више дифузно осветљење, као што се види у The Clubfoot из 1642.
Салватор Роса и Лука Ђордано су били његови најугледнији следбеници, који су можда били његови ученици; други су били и Ђовани До, фламански сликар Хендрик де Сомер (познат у Италији као 'Енрико Фиаминго'), Микеланђело Фраканцани и Аниело Фалконе, који је био први значајан сликар бојних комада.
Риберина главна дела укључују Светог Јануарија који излази из пећи у катедрали у Напуљу; Силазак са крста у Цертози, Напуљ; Поклонство пастира (1650) у Лувру; Мучеништво Светог Вартоломеја у Национални музеј уметности Каталоније, Барселона; и Пиета у сакристији Сан Мартино, Напуљ. Његови митолошки субјекти су често једнако насилни као и његова мучеништва, а најпознатије су његове интерпретације Аполона и Марсија, сада у Бриселу и Напуљу, и његовог Титија, сада у Праду. Прадо поседује педесет шест слика и још шест приписаних Рибери, поред једанаест цртежа, као што је Јаковљев сан (1639); Лувр садржи четири његове слике и седам цртежа; Национална галерија, Лондон поседује три; и Краљевска академија лепих уметности у Сан Фернанду поседује леп ансамбл од пет слика укључујући Успење Марије Магдалене из Ел Ескоријала и рану Еце Хомо или Главу Светог Јована Крститеља. Он је створио неколико финих мушких портрета и један аутопортрет. Писање Светог Јеронима у Праду сада се сматра његовом заслугом према Ђани Папију, стручњак за Каравађа. Он је био значајан бакрописац — најзначајнији шпански графичар пре Гоје — произвео је четрдесетак графика, скоро све током 1620-их. Мучеништво Светог Филипа (1639; често описиван као Свети Вартоломеј због преклапања иконографије) налази се у Праду.

## Галерија
Риберин рад остао је у моди и након његове смрти, углавном кроз усвајање његових хипер-натуралистичких приказа насиља на сликама ученика попут Луке Ђордана. Постепеној рехабилитацији његове међународне репутације помогле су изложбе у Принстону 1973. године, његових графика и цртежа и радова у свим медијима у Лондону на Краљевској академији 1982. иу Њујорку у Метрополитен музеју уметности 1992. године. Од тада је његов опус задобио већу пажњу критичара и научника. Нажалост, због тако дугог пада интересовања за његов рад, још увек недостаје комплетан каталошки резиме његовог дела. Многа дела која му се приписују измењена су, одбачена, оштећена и занемарена током његовог периода опскурности.
- Изабрана дела
- Мучеништво Светог Андреја, 1628. Музеј лепих уметности (Будимпешта)
- Иксион, 1632. Музеј Прадо, Мадрид.[11]
- Узнесење Марије Магдалене,[12] 1636, Краљевска академија лепих уметности у Сан Фернанду, Мадрид.
- Свети Јероним, 1652. Музеј Прадо, Мадрид.[13]
- Порицање Светог Петра, око 1615. Национална галерија античке уметности Палацо Корсини, Рим
- Ecce Homo,[12] 1620. Краљевска академија лепих уметности у Сан Фернанду, Мадрид.
- Света породица, 1639. Музеј Санта Круза, Толедо.
- The Pietà,[14] 1633, Музеј Тисен-Борнемиса, Мадрид.
- Света породица са светим Аном и Катарином Александријским,[15] 1648, Метрополитенски музеј уметности, Њујорк
- Соломонов суд (1609-1610)
- Свети апостол Андреј (1616)
- Безгрешно зачеће (1630)
- Мучење Светог Филипа (1639)